# Popasul Turistic Lainici
Popasul turistic Lainici este o zonă de agrement situată în Trecătoarea Lainici din defileul Jiului, care se află la 30 km de orașul Bumbești-Jiu, județul Gorj, Oltenia, România.  Zona trecătorii Lainici este populată de comunități umane diverse, - călugări, comercianți, feroviari - figurând astăzi în actele oficiale - datorită unor conjuncturi istorice -  ca stradă a orașului Bumbești-Jiu, clădirea principală a Popasului Turistic Lainici -  Hotelul Lainici - aflându-se pe Strada Lainici, numărul 4. 

## Istoric
Vechile zone de agrement ale Gorjului, numite la înființare "Bufet" sau "Complex Turistic", după caz, au fost create prin hotărâri ale Biroului Permanent al Comitetului Central al Consiliului Popular al Județului Gorj pentru a fi folosite de către ICSAP - Intreprinderea Comerțului de Stat pentru Alimentație Publică, Târgu-Jiu. Inițial deci, atât zona de agrement Lainici din Defileul Jiului, ca și cea de pe Valea Sohodolului - Runcu sau cele de pe văile Tismana sau Padeș au figurat ca zone comerciale. Apoi, prin Decizia nr. 199/8 iulie 1980, a aceluiași Birou Permanent, s-au transmis toate bunurile din administrarea operativa directă a ICSAP, în administrarea operativă directă a OJT - Oficiului Județean de Turism, Gorj pentru a li se da acestor zone un caracter turistic cu posibilitate de locuire temporară pentru turiști și locuire permanentă pentru salariați. După 1980, OJT a investit în noi construcții de cabane turistice și hoteluri iar lucrătorii OJT, făcând muncă patriotică le-au reamenajat.  Prin diverse dezvoltări din trecătoarea Lainici, la gara CFF, la Mănăstirea Lainici și Schitul Locurele, la Complexul Turistic, se  creează practic, o nouă așezare de comunități umane diverse cuprinzând centrul defileului Văii Jiului. După anul 1989, acest tip de cabane și hoteluri turistice s-au privatizat prin metoda MEBO, lucrătorii din ele având primii prioritate la cumpărarea de acțiuni. Acestea comasându-se până la urmă la 2-3 patroni sau chiar la unul, s-a ajuns ca, în prezent, clădirile și trenurile din Trecătoarea Lainici, din proprietate exclusivă de stat să devină proprietate privată, ele fiind înscrise administrativ într-o stradă a orașului Bumbești - Jiu. Prin faptul că sunt aflate la 30 km de centrul administrativ, clădirile de pe acestă stradă din trecătoarea Lainici  au în consecință un statut inedit.

## Localizare, componență
Popasul turistic Lainici este amplasat spre centrul Parcului Național Defileul Jiului, la aproximativ 30 km de Târgu Jiu, la 8,2 Km (5.1 miles) de localitatea Bumbești-Jiu, - centrul administrativ al zonei de agrement - și la 13.2 km (8.2 miles) de localitatea Livezeni, județul Hunedoara.
În componența sa administrativă intră Hotelul Lainici, Restaurantul Lainici cu bar, grădină de vară și parc, precum și numeroase terenuri de campare care se închiriază. 

Hotel Lainici
Restaurant Lainici
Gradina de vară Hotel Lainici
Parcul Popasului Lainici.jpg

## Parcul, cuprindere
Parcul de agrement se întinde pe câteva sute de metri și aparține Hotelului Lainici de la parcarea din nordul acestuia și până la Monumentul generalului Eremia Dragalina.  Parcul Hotelului Lainici este amplasat, în jurul și spre sudul hotelului, în dreapta Jiului, de-o parte și de alta a DN 66 sau șoseaua europeană E79. Parcul are pe partea hotelului o lungime de circa 330 m și o lățime de la 20 m (N-E) până la 70 m (S-E) unde este amenajat și un teren de sport. Pe partea opusă, terenul are dimensiunile 400m/circa 40 m cu numeroase locuri de joacă, locuri de campare și alte terenuri. Toate se închiriază în funcție de folosință, de la instalarea unui cort până la amenajarea unor chioșcuri cu scop comercial. Lărgimea parcului permite parcarea autoturismelor și a autocarelor fără să fie probleme.  

## Monumentul generalului Ion Dragalina
Monumentul generalului Ion Dragalina este amplasat lângă Popasul Turistic Lainici, la aproximativ 430 m de hotel. Generalul Dragalina s-a stins din viață pe 9 noiembrie 1916 ca urmare a septicemiei declanșate de rănile pe care le-a căpătat în urma inspecției pe care a realizat-o în prima linie a frontului de pe Valea Jiului, în apropierea actualului popas turistic. Există interpretări diferite ale prenumelui, uneori Ion, alteori Ioan. Ultimul mare dicționar enciclopedic românesc  și Enciclopedia Britanica îi consemnează pronumele clar: Ion.
Vizavi și puțin mai departe, la câțiva zeci de metri, se află Stâncile Rafailă - monument al naturii.

## Bisericile mănăstirilor din Defileul Jiului în context istoric
La intrarea în defileu, pe partea stângă, se află Mănăstirea Vișina iar la circa 400 m de Popasul Turistic Lainici se află Mănăstirea Lainici. 
Bisericile Vișina și Lainici fac parte din salba de lăcașuri creștin ortodoxe implantate de ceata de călugări a Sfântului Nicodim de la Tismana așa cum ucenicii sfântului au mers chiar și mai departe până în Valea Oltului. Era normal ca la porunca voievozilor Vladislav Vodă (1364-1377), Radu Vodă (1377-1383), Dan I Vodă (1383-1386) și Mircea cel Bătrân (1386-1418) toți din 
neamul basarabilor, cuviosul Nicodim să întărească cu biserici și mânăstiri pasurile și trecătorile dintre Țara Românească și regatul maghiar pentru a stăvili prozelitismul catolic exact în punctele nevralgice ale Carpaților. Așa au fost construite sau întărite lăcașurile de cult Tismana]] pentru Pasul Cerna-Jiu, Vișina pentru Pasul Vâlcan, Cozia și Cotmeana pentru Defileul Oltului.
În privința bisericii Lainicilor aceasta a fost din vremea lui Mircea cel Bătrân și câteva secole mai  încoace, biserică de lemn a unui schit ce aparținea de Mânăstirea Vișina, a se vedea Mânăstirea Vișina Arhivat în 21 octombrie 2013, la Wayback Machine.. 
După anul 1880 - când Pasul Vâlcan devine cale de comunicație secundară în favoarea șoselei celei noi construită în Defileul Jiului - rolurile locașelor religioase de la Vișina și Lainici se inversează definitiv și ele. Aceasta a avut loc totuși treptat, după ce Schimnicul Atanasie vine de la Tismana la Lainici în 1780 și întărește lăcașul de cult, extinzându-i domeniile prin moșiile donate de boieri. Pe o asemenea moșie s-a construit și Schitul Locurele.

Panorama Schitului Locurele.jpg

## Considerații privind etimologiile cuvintelor "lainici" și "locurele"
Printre ipotezele etimologice, privind toponimia, există o primă interpretare etimologică a cuvântului „lainici” pe care unii îl consideră de origine grecească, afirmând fals că ar veni din greaca veche, unde “lainos” ar însemna „de piatră”. Ori, nu se poate vorbi de greacă veche în vremea lui Nicodim, grecii folosind cuvântul piatră „πέτρα” – petra – încă din timpurile înființării fostului oraș antic, situat în Iordania, care, datorită templelor săpate direct în stâncă a fost numit în grecește Petra. Așadar, Petra și nu Laina, cum s-ar fi putut numi dacă s-ar accepta afirmația lor.
A doua interpretare de până acum, și anume că termenul ar deriva de la numele unui trib geto-dac, al “lailor”, care era binecunoscut prin secolele al IV-lea – al V-lea împreună cu cel al “bessilor” din zona Sarmisegetuzei, aflată la circa 80 km distanță de Lainici, nu se poate susține lingvistic deoarece acest toponim este evident că el nu se poate desface în silabe ca „lain”+”ic” pentru a putea fi considerat un diminutiv al „lailor” prin sufixul „ic”. Reputatul academician Al. Rosetti (1895-1990) în imensul său volum „Istoria limbii române” explică destul de clar etimologiile, atât a prefixului „lai” cât și a sufixului „nic”, care dau in final "lainic". Astfel, „lai” îl găsim la „Limbile vecine – sârbo-croata”, laja, cu derivate (numiri de oi) < lai. Cât privește sufixul „nic”, el formează adjective din verbe sau substantive (cucernic, sopornic, dornic) și provine tot din limbile slave  unde formează substantive (ĭnŭ+iko) desemnând persoane cu o anumită calitate (ca și močenikŭ, učenikŭ, kanonikŭ) de unde, în concluzie finală, „lai” + „nic” dă lainic = un canonic, om recunoscut de biserică, propovăduitor, predicator, propagator al creștinismului printre lai, adică printre crescătorii de oi. Amănunte în plus:
In privința etimologiei cuvântului „Locurele” el nu provine cum s-ar putea crede - și cum mulți au crezut - de la contopirea cuvintelor Locurile Rele. În ampla lucrare „Istoria limbii române”, editată de Academia Română, volumul dedicat limbii latine, se precizează clar influența cuvântului latin „locus” în construcția unor cuvinte ale limbii române, dincolo de paralelismul lui semantic cu similarul grec. Tot Al. Rosetti e mai explicit și aici, explicând rolul sufixelor diminutivale dacoromâne și meglenoromâne „el”, „ele” care dau construcțiile de diminutive arhicunoscute : „băiețel”, „degețel”, „scăunel”, „Argeșel”, „Făgețel”, „Locurel” sau  „degețele”, „scăunele”, „Făgețele”, „Locurele”.

Poiana Schitului Locurele

Deci „Locurele” nu înseamnă că ar fi acolo niște „locuri rele” ci este un diminutiv al unor locuri mai aparte, așa cum la Tismana există „Scăunele” un loc la intrarea în Valea Tismanei și „Lespezele” un loc de trecere între munții Păltinei și Boul. În Gorj, construcții lingvistice de genul celor amintite sunt foarte frecvente. (A se vedea pagina Mânăstirea Lainici Arhivat în 30 septembrie 2013, la Wayback Machine.)

## Importanța lainicilor
Chiar dacă misiunea Apostolului Andrei în Scytia] (Dobrogea) ar fi (și este uneori!) contestată - ca efect practic al ei - în interiorul daciilor romane, Dacia Malvensis, Dacia Apulensis și Dacia Porolissensis, existența lainicilor din munții Parâng și  Vâlcan vine să ne clarifice felul în care a trecut poporul dac la creștinism. Ipoteza rosettiană vine să completeze deci, încă o verigă lipsă din istoria Gorjului. Dacă la întemeierea Țării Românești, Voievodatul lui Litovoi a avut contribuția sa hotărâtoare, iată că și evenimentele spirituale existente în trecut pe Valea Tismanei și Valea Jiului ne îndreptățesc să afirmăm că și viața religioasă s-a dezvoltat în Țara Românească mai întâi aici, sub poalele Carpaților Meridionali, de la Orșova la Comarnic și mereu în paralel cu viața politică a poporului român.

## Alte puncte de interes turistic din apropiere
La nord de Hotel Lainici, la circa 1 km, se află Gara CFR Lainici. Mai la nord, se regăsește o clădire - aflată astăzi în degradare - a Oficiului Vamal dintre Regat și Transilvania. Prin poziția sa geografică, considerată strategică de armată, Defileul Jiului a fost scena unor lupte crâncene atât în primul cât și în al doilea război mondial. Și în ianuarie 1999 defileul a fost teatru de bătălie între jandarmi și minerii conduși de Miron Cozma. 
La sud de orașul Bumbești-Jiu, pe malul stâng al Jiului, se află Castrul roman de la Bumbești-Jiu (2). Situl arheologic "Vârtop”, datează din Epoca romană, este înscris în Lista monumentelor istorice din anul 2010, la nr. crt. 18, cod LMI GJ-I-s-B-09127 dar este total părăsit și nepăzit.

## Galerie de imagini

Primaria Bumbesti-Jiu
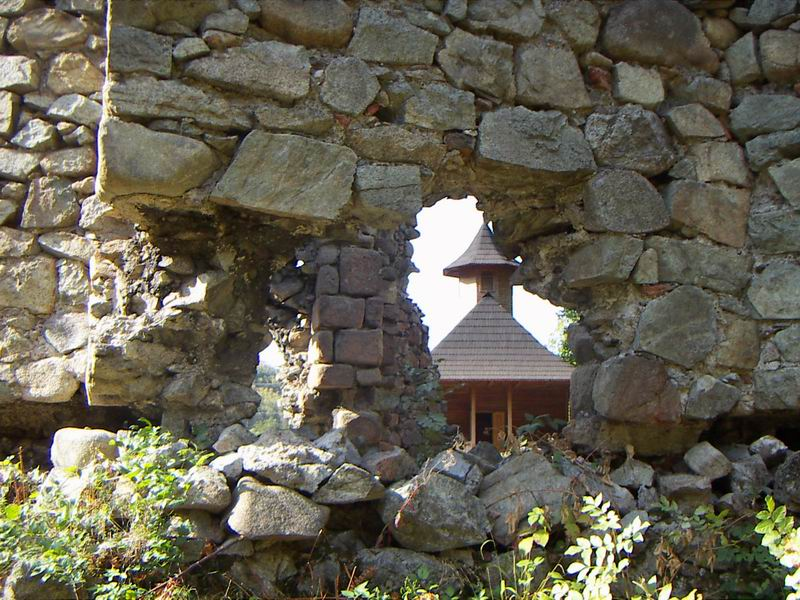
Mânîstirea Vişina, Gorjj
Monumentul g-ral Ion Dragalina
Parcul Popasului Turistic Lainici
Bisericile Lainici
Biserica Schitului Locurele
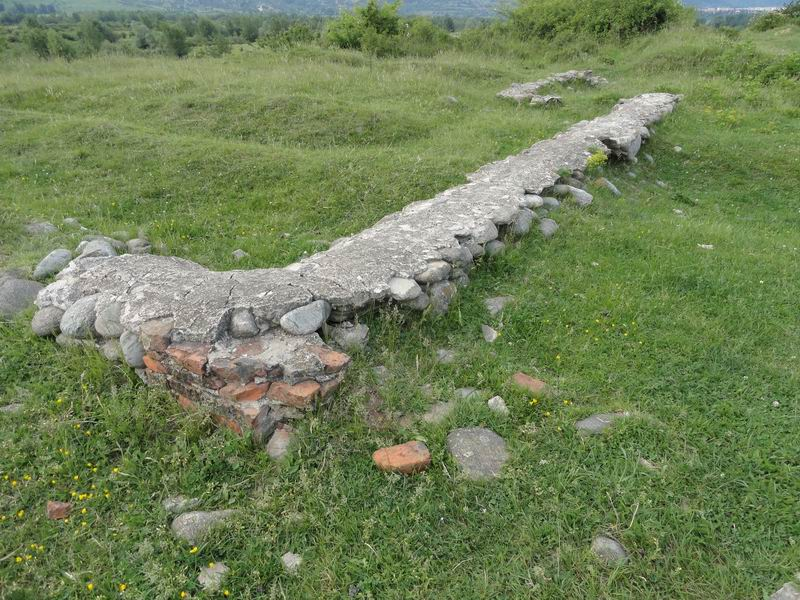
Castrul Roman Vârtop